# Guillem Ferrando Porro
Guillem Ferrando Porro   (Benifairó de la Valldigna, 8 de gener de 2002) és un jugador de bàsquet valencià que pertany a la plantilla del Bàsquet Girona de la Lliga ACB. Mesura 1,84 metres i juga de base.

## Biografia
Guillem Ferrando ha passat gran part de la seua etapa formativa al València Basket, club al que es va incorporar per formar part de la seua cantera i on va arribar a debutar en Lliga ACB i en Eurolliga.
Va ser justament en la temporada 2019-20 quan va debutar amb el primer equip taronja, disputant un partit d'Eurolliga a la Fonteta davant el Maccabi Tel Aviv BC.
En la temporada 2020-21 Ferrando va disputar dos partits de Lliga ACB amb el València Basket. Seria la temporada següent (2021-22) quan el base valencià es va consolidar amb l'equip, arribant a disputar 32 partits entre lliga (22 partits) i EuroCup (10 partits), amb unes mitjanes de 2,1 punts i 1,2 assistències. El seu moment més especial va tindre lloc quan Ferrando va aconseguir el rècord d'assistències en un partit de competició europea amb els 13 passes de canastra que va repartir davant el Ratiopharm Ulm.
El 5 de setembre de 2022, es fa oficial la seua cessió al Club Melilla Bàsquet, equip de la LEB Or espanyola, per a disputar la temporada 2022-23. Només dos mesos i mig després, el 28 de novembre de 2022 el base torna al València Basket de la Lliga Endesa.
El base valencià no va acabar la temporada al club taronja. El 15 de febrer de 2023, va fitxar per l'Albacete Basket de la Lliga LEB Or, cedit pel València Basket fins al final de la temporada.
El 30 de desembre de 2023, va firmar pel Movistar Estudiantes de la LEB Or, cedit pel València Basket fins al final de la temporada per a cobrir la baixa per lesió de Francis Alonso.
Després de 4 temporades al primer equip de València Basket, el 29 de juny de 2024 es va desvincular del club, firmant pel Bàsquet Girona de la Lliga ACB.

## Selecció nacional
A l'estiu de 2022, va aconseguir la medalla d'or amb la selecció espanyola Sub-20 en l'Eurobasket Sub-20 disputat a Montenegro, amb unes mitjanes de 10 punts i 2,4 rebots per a un 11 de valoració.

## Clubs
| Club                             | Lliga     | Anys      |
| -------------------------------- | --------- | --------- |
| València Basket "B"              | LEB Plata | 2019-2022 |
| València Basket                  | Lliga ACB | 2021-2024 |
| Club Melilla Baloncesto (cessió) | LEB Or    | 2022      |
| Albacete Basket (cessió)         | LEB Or    | 2023      |
| Movistar Estudiantes (cessió)    | LEB Or    | 2024      |
| Bàsquet Girona                   | Lliga ACB | 2024-     |